# Bruns (berg)
Bruns är ett berg i Antarktis. Det ligger i Västantarktis. Toppen på Bruns är 910 meter över havet.